# 白邊棘鱗魚
白邊棘鱗魚，又名紫鳂，為輻鰭魚綱金眼鯛目金鱗魚亞目金鱗魚科的其中一種，分布於印度太平洋區，從東非至社會群島，北從琉球群島，南至澳洲大堡礁海域，棲息深度1-30公尺，體長可達45公分，棲息在潟湖、向海礁坡，夜行性，以甲殼類為食，前鰓蓋骨棘是有毒。

## 擴展閱讀
維基物種上的相關：白邊棘鱗魚